# Спіраль (залізниця)

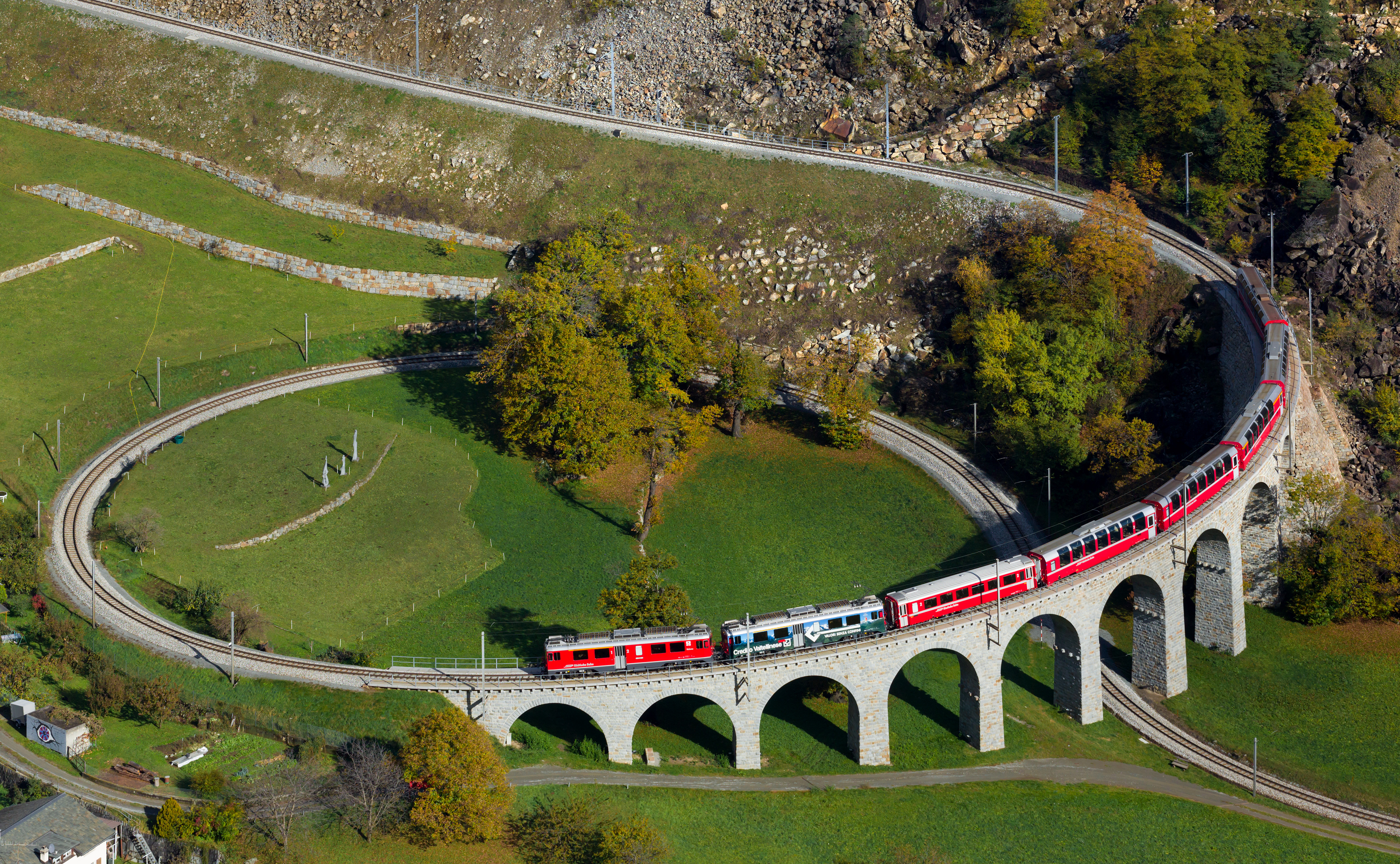
Спіральний віадук у Брусіо, Швейцарія.

Спіра́ль (спіральна петля, петля) — спосіб підняття на високі пагорби, який використовується на залізницях.
Залізниця спіраллю підіймається стійкою кривою до завершення петлі, що проходить над собою, і набирає висоту, дозволяючи залізниці збільшити висоту на досить короткій горизонтальній дистанції. Це альтернатива зигзагам, що дозволяє уникнути необхідності зупинки поїзда і руху у зворотному напрямку при підйомі. Якщо поїзд має достатню довжину, він часто проходить над собою протягом петлі.
Спіральну петлю не слід плутати з круговою або перехідною кривою, використовуваною для забезпечення переходу від дотичної в горизонтальну криву по колу. Спіраль використовується, щоб уникнути різких змін в бік прискорення, які відчуває залізничний транспортний засіб і пасажири в транспортному засобі, що наближається до горизонтальної кривої по колу і для запобігання різких поштовхів і дискомфорту. Ці криві використовуються також в дорожньому будівництві.
Спіралі, як правило, не потрібні на трамвайних коліях або легких залізничних лініях, тому що при русі трамваїв задіяні всі колеса, даючи можливість піднятися в більш круті ухили, ніж на залізницях. Крім того, в місті зазвичай недостатньо місця для розміщення спіралей.
Аналогічну функцію залізничних спіралей виконують спіральні мости.